# Верто, Рене Обер де
Рене́ Обе́р де Верто́ (фр. René Aubert de Vertot), известный как аббат Верто (abbé Vertot; 25 ноября 1655 года, замок Беннето (Bennetot), Нормандия — 15 июня 1735 года, Париж) — французский священник и историк.

## Биография и творчество
Родился в Нормандии. Его старший брат был камергером при брате Людовика XIV. Но Рене по собственному желанию избрал для себя духовное звание и получил образование в иезуитском коллеже в Руане. Поступил в семинарию, проучился два года, как вдруг пропал. Только через полгода его семья получила известие, что он вступил в монастырь капуцинов в Аржантане, постригся и принял имя Захарии. Из-за больной ноги поддался увещеваниям родственников и покинул монастырь, после чего в возрасте 22 лет вступил в аббатство премонстрантов (abbaye des Prémontrés) в Вальсери, где послушничество отличалось меньшей строгостью, чем у капуцинов. Благодаря своим дарованиям и учёности, стал секретарём аббата, и позже получил свой приход недалеко от Марли.
При поддержке друзей — Фонтенеля и аббата де Сен-Пьер — написал и издал в 1639 году сочинение «Перемены Португалии» (Histoire de la conjuration de Portugal), имевшее большой успех. Через семь лет издал «Историю переворотов в Швеции» (Histoire des Révolutions de Suède), принёсшую ему известность как историку. Шведский двор поручил своему поверенному в делах в Париже предложить ему написать историю Швеции; поверенный искал историка в кругу литераторов и в большом свете, но не среди простых священников.
В 1701 году Академия надписей и изящной словесности была преобразована королём, и аббат Верто был принят в её члены, что обязывало его переехать и жить в Париже. Находясь там, он состоял секретарём герцогини Орлеанской, для мемуаров которой написал много исторических статей.
В 1710 году издал Traité de la mouvance de Bretagne, затем римскую историю под заглавием Histoire des révolutions de la république romaine. К 1726 году составил по архивам Мальтийского ордена историю госпитальеров Histoire de l’ordre de Malte (Париж, 1726 год; новое, продолженное Бюсси издание, было опубликовано в 1859 году). Таким образом, стал вторым после Джакомо Бозио официальным историографом ордена иоаннитов. К этому времени здоровье Верто совершенно расстроилось; его желание написать историю переворотов Польши и Карфагена было прервано смертью 15 июня 1735 года в Пале-Рояле.
Посмертно в Париже в 1819—1821 годах вышло собрание избранных сочинений (Oeuvres choisies).

## Издания
- Histoire des Chevaliers Hospitaliers de S. Jean de Jerusalem : appellez depuis les Chevaliers de Rhodes, et aujourd'hui les Chevaliers de Malte :  [фр.] : en IV vol. / M. l’Abbé de Vertot. — Paris : Rollin • Quillau Pere & Fils • Desaint, 1726. — Vol. I, bk. Livres I—IV. — 696 p.
- Histoire des Chevaliers Hospitaliers de S. Jean de Jerusalem : appellez depuis les Chevaliers de Rhodes, et aujourd'hui les Chevaliers de Malte :  [фр.] : en IV vol. / M. l’Abbé de Vertot. — Paris : Rollin • Quillau Pere & Fils • Desaint, 1726. — Vol. II, bk. Livres V—VIII. — 719 p.
- Histoire des Chevaliers Hospitaliers de S. Jean de Jerusalem : appellez depuis les Chevaliers de Rhodes, et aujourd'hui les Chevaliers de Malte :  [фр.] : en IV vol. / M. l’Abbé de Vertot. — Paris : Rollin • Quillau Pere & Fils • Desaint, 1726. — Vol. III, bk. Livres IX—XII. — 556 p.
- Histoire des Chevaliers Hospitaliers de S. Jean de Jerusalem : appellez depuis les Chevaliers de Rhodes, et aujourd'hui les Chevaliers de Malte :  [фр.] : en IV vol. / M. l’Abbé de Vertot. — Paris : Rollin • Quillau Pere & Fils • Desaint, 1726. — Vol. IV, bk. Livres XIII—XIV. — 240, 408, 221, XXII p.

## Переводы на русский
- Перемены Португалии. Сочинение г. Аббата Вертота, Члена Академии Надписей и изящных Наук. Перевод с Французского = Histoire des révolutions de Portugal / Н. З.. — М.: Тип. Компании Типографической, 1789. — 196 с.
- История о переменах произходивших в Швеции в разсуждении веры и правления сочиненная Аббатом Вертотом Королевской Французской Академии Надписей и Словесных наук членом, а с Французскаго языка на Российской переведенная Артиллерии Капитаном Яковом Козельским. Ч. II = Histoire des revolutions de Suede. Ou l’on voit les changemens qui sont arrivés dans ce Royaume au sujet de la Religion & du Gouvernement. T. II / пер. Яков Павлович Козельский. — СПб.: При Имп. Акад. Наук, 1765. — 291 с.
- История о бывших переменах в Римской республике. Т. 1 = Histoire des révolutions arrivées dans le gouvernement de la République romaine. T. 1 / пер. Иван Алексеевич Алексеев. — СПб.: При Имп. Акад. Наук, 1771. — 520 [23] с.
- История гостеприимных рыцарей святого Иоанна Иерусалимского, называвшихся потом Родосскими, а ныне Мальтийскими рыцарями. Сочинение господина аббата Верто, члена Академии изящной словесности.